# Reprezentacja Gwadelupy w piłce nożnej mężczyzn
Reprezentacja Gwadelupy w piłce nożnej jest narodową drużyną Gwadelupy - francuskiego departamentu zamorskiego - i jest kontrolowana przez założoną w 1961 Gwadelupską Ligę Piłki Nożnej (Ligue Guadeloupéenne e Football), która jest częścią Francuskiej Federacji Piłki Nożnej. Drużyna Gwadelupy nie jest członkiem Międzynarodowej Federacji Piłki Nożnej (FIFA), ponieważ sprzeciwił się temu Francuski Związek Piłki Nożnej, ale od 1964 jest członkiem Konfederacji Piłkarskiej Ameryki Północnej, Środkowej i Karaibów (CONCACAF). Największym osiągnięciem reprezentacji jest dotarcie do półfinałów Złotego Pucharu CONCACAF w 2007. Od 2017 roku selelcjonerem tej reprezentacji jest Jocelyn Angloma.

## Udział wMistrzostwach Świata
- 1930 – 2022 – Nie brała udziału (nie była członkiem Międzynarodowej Federacji Piłki Nożnej)

## Udział wZłotym Pucharze CONCACAF
- 1991 – 1996 – Nie zakwalifikowała się
- 1998 – Nie brała udziału
- 2000 – 2005 – Nie zakwalifikowała się
- 2007 – III miejsce[2]
- 2009 – Ćwierćfinał
- 2011 – Faza Grupowa
- 2013 – 2019 – Nie zakwalifikowała się
- 2021 – Faza grupowa

## Udział wPucharze Karaibów
- 1989 – Faza Grupowa
- 1990 – 1991 – Nie zakwalifikowała się
- 1992 – Faza Grupowa
- 1993 – Nie zakwalifikowała się
- 1994 – III Miejsce
- 1995 – Nie zakwalifikowała się
- 1996 – 1997 – Nie brała udziału
- 1998 – Nie zakwalifikowała się
- 1999 – Faza Grupowa
- 2001 – 2005 – Nie zakwalifikowała się
- 2007 – IV Miejsce
- 2008 – III Miejsce
- 2010 – II Miejsce
- 2012 – 2017 – Nie zakwalifikowała się